# デンマークボビンレース

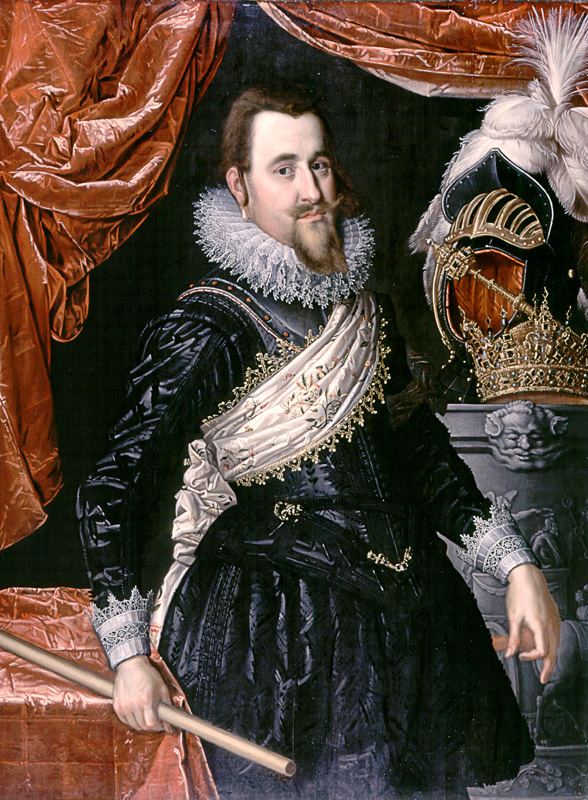
クリスチャン4世。その名はデンマーク王室伝承のレースの総称となっている。

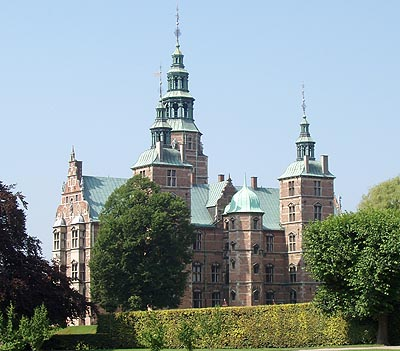
Rosenborg城

デンマークボビンレースとは、デンマーク王国において独自の発展をし、現代に伝承されているボビンレースのことである。
ボビンレースは、16世紀初頭にフランドルまたはヴェネツィアを発祥の地として、16世紀半ばにはヨーロッパ各地に広がったレース技法である。17世紀、18世紀のヨーロッパの絶対君主制の下で、それらのレースは王侯貴族の服装を華やかに装飾し、富と権力のバロメーターとなった。
ヨーロッパ全域に広まったボビンレースは、地域ごとに特有な技法やデザインを発展させた。デンマークにおいても、初期にはイタリアなどからレースを輸入していたが、16世紀末から17世紀初頭に在位したクリスチャン4世はレースをこよなく愛し、その保護の下で、ボビンレースは独自の発展をした。特に、ユラン半島のトゥナー では、独特な技法と図柄のチュールレースが考案され、国の産業として奨励された。
クリスチャン4世は、自らの服装や日用の布製品にレースをふんだんに使用した。それらの伝世品は、コペンハーゲンのローゼンボー城、ヒレレズのフレデリクスボー城国史博物館、国立美術館、王立博物館などに展示されている。特に、1644年に戦場で身につけた軍服には、豪華なレースがほどこされ、血糊が着いたシャツやハンカチを博物館で見ることができる。傷ついた目を覆う眼帯までレースで縁取られていた。
また、コペンハーゲンの50kmほど南にあるヴァロ城とその教会には、フレデリク4世時代のレースが非常に良い保存状態で残されている。フレデリク4世は、恋人アンナ・ソフィにヴァロ城を贈り、王妃ルイーズの死後彼女を王妃に迎え、この城を居城とした。6人もうけた王子・王女は全て夭逝し、二人は神の罰と考え敬虔な信者となった。手厚く葬られた子供たちの死出の装束にほどこされたボビンレースは、高度なテクニックを駆使し、金銀糸や絹糸などで作られ、現在に残る貴重なコレクションとなっている。なお、フレデリク4世の死後、クリスチャン6世が王位に着くと、アンナ・ソフィはヴァロ城を追われた。
18世紀のロココ時代には、フランドル（現フランス北部）のレースが「妖精のレース」と呼ばれるまでに完成度を高めたことで有名である。しかし、18世紀の後半の機械レースの発展により、ヨーロッパの主生産地で多くの技法が失われていく中、「妖精のレース」は現代に技法を残すことはなく、現代のヨーロッパ各地に残されたボビンレースのデザインや技法の中にその名残があるのみである。その一つとして、デンマークのトゥナーでは、国の保護のもと、19世紀には大らかな空間をもたせた、斬新で自由な技法と図柄が考案されていた。
現代のボビンレースは、世界共通の組織図による表記を完成させている。デンマークにおいても、人類の財産としてアンティークのボビンレースを解析し、その技法を伝承する作業が継続されている。

## 種類
現代のデンマークボビンレースは、以下の4種類に分類される。

### トーションレース
トーションレースは世界的に愛好され、作成する人口も多いため、ボビンレースといえばトーションレースのことをさしていることが多い。幾何学模様のパターンが多く、初心者向けのパターンである。
デンマークのトーションレースの特徴は北欧の特徴をもつ図柄であり、特にハート型の模様が多用されていることである。一般的なボーダーやコーナーだけでなく、円形や四角形に作成する技法も保存されている。

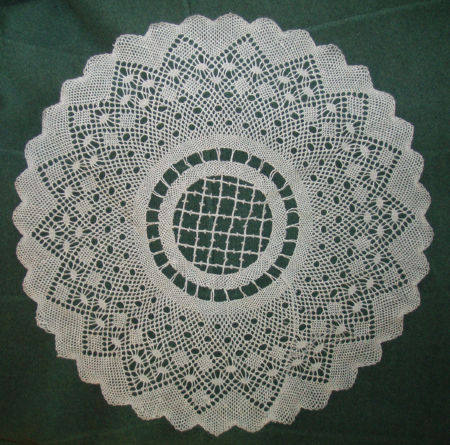
ハート柄がデンマークの特徴のトーションレース
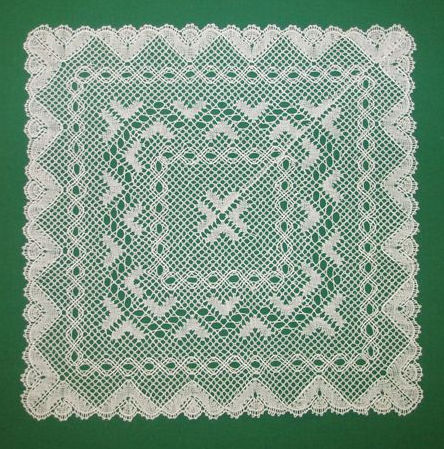
北欧の特徴あるトーションレース
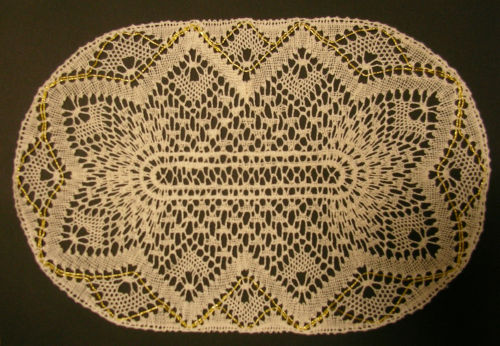
楕円形に作成するトーションレース

### クリスチャン4世のレース

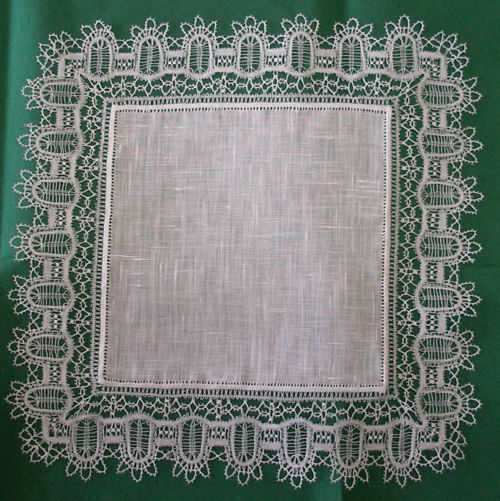
クリスチャン4世のレース（レプリカ）で作成したハンカチーフ

クリスチャン4世がボビンレースをこよなく愛し保護したことから、デンマーク王室伝承のレースは「クリスチャン4世のレース」と総称されている。ギュピアレースの一種である。
16世紀から18世紀にかけて、レースは権力と富の象徴であり、王侯貴族は家系固有のパターンのレースを独占していた。デンマーク王家のレースのパターンは、他の王家には存在しないものである。王家に関連する教会等に保存されているレースや絵画に描かれたレース模様を参考にして、デンマークのボビンレース愛好家の手により、パターンの復元が手がけられており、現代人の手により作成することが可能となった。糸運びが複雑であるため、作成にはある程度の熟練した技術と知識が必要である。

### トゥナーのチュールレース

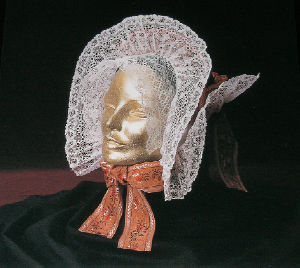
リーベ地方のHovedtøj
デンマーク国立博物館所蔵の資料を基に安田三亜子が復元。2004年発表。

トゥナーで発展したレースである。失われたフランスの「妖精のレース」にも匹敵するほどの精緻さと繊細さを併せ持っている。繊細さと牧歌的おおらかさを併せ持つ図柄に特徴がある。作成には高度な熟練した技術と知識を必要とし、現存するアンティークレースをもとに、デンマークの愛好家による復元が続けられている。
18世紀半ばから19世紀後半にかけて、キューセ（kyse, Hovedtøj）（女性の帽子）は、デンマーク女性の服飾にとって大変重要なものであった。37の農村地域でそれぞれが独特のスタイルを持ち、教会での儀式（結婚式、堅信式、会葬）や地域での催事において、既婚女性であることを示し、さらに婚家の格や富裕さを現す象徴としての役割を果たしていた。そのうち30地域のキューセには高価なトゥナーのチュールレースが用いられており、デンマーク国立博物館付属民族衣装館が1996年に閉鎖されるまで公開されていた。所蔵品は現在非公開となっている。

トゥナーのチュールレース（レプリカ）
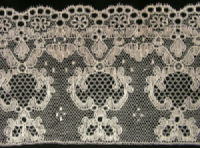
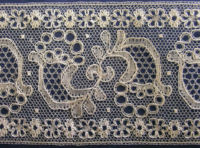
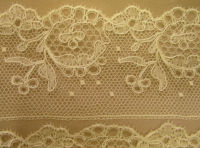
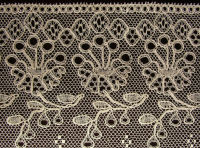

### 現代レース
デンマークのボビンレース作家の手による、デンマーク独特の雰囲気を持ったレースデザインの研究・創作により生み出された、現代芸術である。北欧では著作権の保護が厳重であるため、インターネット上での公表は制限されている。